# Staršina 2 stat'i
Staršina 2 stat'i (in russo: Старшина второй статьи; letteralmente Seniore di 2ª classe) è il più basso grado tra i sottufficiali della Marina della Federazione Russa equiparabile alla categoria dei graduati di truppa o all'allievo sergente o al sergente della Marina Militare Italiana e corrisponde al Mládšij Seržánt (cirillico: Мла́дший сержа́нт) dell'Esercito e dell'Aeronautica della Federazione russa.

## Unione Sovietica
Il grado, inferiore a Staršina 1 stat'i (seniore di 1ª classe) e superiore a Staršij matros (primo marinaio), era stato introdotto nella Marina Sovietica il 2 novembre 1940 e venne ereditato dalla Marina russa nel 1991.

## Russia
Nelle Forze armate della Federazione Russa il grado di staršina, nell'Esercito e nell'Aviazione e paragonabile al maresciallo delle Forze armate italiane, mentre nella marina russa Staršiná è paragonabile al ruolo sergenti della Marina Militare Italiana e si articola su quattro livelli, anche se tuttavia il grado più alto di Glavnyj korabel'nyj staršina potrebbe essere equiparato ai capi di terza e di seconda classe della Marina Militare Italiana: 
- Glavnyj korabel'nyj staršina (OR-7)
- Glavnyj staršina (OR-6)
- Staršina 1 stat'i (OR-5)
- Staršina 2 stat'i (OR-4)

| Gradi militari dell'Unione Sovietica e della Federazione Russa |                                            |                                                             |
| Grado inferiore: Staršij matros (Старший матрос)               | Staršina 2 stat'i (Старшина второй статьи) | Grado superiore: Staršina 1 stat'i (Старшина́ пе́рвой статьи́) |

## Precedenti distintivi di grado di Staršina 2 stat'i
|                         |                          |                          |                          |                         |  |
| distintivo di grado     |                          |                          |                          |                         |  |
| grado per paramano 1940 | controspallina 1955-1991 | controspallina 1991-2010 | controspallina 1991-2010 | controspallina 2010 ⇒ … |  |

## Ucraina
Nelle forze armate dell'Ucraina, a seguito della riforma del 2016, questo grado è stato abolito, eccetto che per il personale della Marina Militare nella quale però è stata abolita nella fanteria di marina, nell'aviazione navale e tra il personale che presta servizio a terra.
Nella Marina Ucraina la denominazione del grado è Staršyna II statti (cirillico: Старшина II статті). 

## Il grado in altri paesi ex sovietici
Nei paesi ex sovietici sotto indicati il grado ha una simile denominazione:
- ⇒ (AZ)  İkinci dərəcəli starşina
- ⇒ (BE)  Старшына другой стацці (Staršyna druhoj stacci)
- ⇒ (LT)  Antro laipsnio viršila
- ⇒ (UK)  Старшина II статті (Staršyna II statti)